# 東宮御所前爆弾所持事件
東宮御所前爆弾所持事件（とうぐうごしょまえばくだんしょじじけん）とは、1975年（昭和50年）9月4日に東京都千代田区で発生した事件。
日本の新左翼の中核派が起こした事件である。

## 事件の概要
1975年9月4日午後10時50分頃、東宮御所前の青山通り（国道246号）に不審車が停まっていた。パトロール中の警察官が職務質問しようとしたところ、車内にいた2人の男が逃走したため、追いかけて拘束した。
車のトランクの中から手製爆弾が発見されたため、2人を爆発物取締罰則違反で現行犯逮捕。この手製爆弾は三菱重工爆破事件の爆弾の2倍の威力があったという。
2人は黙秘したが、ナンバープレートから中核派の活動家と断定され、同日未明に起きた横須賀緑荘誤爆事件との関連が取り沙汰された。当初は反皇室闘争の一環として、東宮御所を標的とした爆弾テロ未遂事件と見られていた。

## 事件の真相
その後の取調で、本件の被疑者は緑荘で爆死した中核派活動家と同じグループであることがわかった。
（本項では、東宮御所前で逮捕された方を「赤坂グループ」、緑荘で爆死した方を「横須賀グループ」、両者合わせて「両グループ」と仮に呼称する）
両グループは8月頃から爆弾テロ計画を進め、秩父山中で爆破実験を繰り返した。そして9月5日午前3時に「赤坂グループ」が千葉県市川市の宮内庁新浜鴨場を、「横須賀グループ」が埼玉県越谷市の宮内庁埼玉鴨場を同時爆破する計画を立てた。
ところが「横須賀グループ」はアジトとしていた緑荘で誤爆により全員爆死した。「赤坂グループ」は予定通り決行しようと新浜鴨場へ向かったが、東宮御所前で車が故障し、立ち往生している間に警察官に発見された。
反皇室闘争の一環としてのテロ計画ではあったが、標的は東宮御所ではなく、人がいない鴨場であると犯人は供述し、無関係の人を大勢死傷させた東アジア反日武装戦線のテロを強く批判したという。